# Jan Severin mladší
Jan Severin mladší, sám se psal Severin Mladší, († 4.–6. květen 1545 Praha) byl pražský tiskař, člen tzv. severinsko-kosořské dynastie.
Byl vnukem známého Severina kramáře, jeho strýc byl Pavel Severin. Severin mladší je tiskařsky činný doložen v letech 1537–1545. Svoji tiskárnu si zařídil na Starém Městě v Praze, která byla menší než starší Pavlova. Pro svoji největší zakázku, tedy tisk Kroniky české Václava Hájka, si roku 1540 ve spolupráci s Ondřejem Kubešem ze Žípů zařídil dočasnou tiskárnu na Malé Straně.
Petr Voit určil 16 tisků jako dílo Severina ml. s velkou jistotou a dvě s pochybnostmi. Severinovým největším dílem byla Hájkova Kronika česká (1541), mezi další zajímavější tisky patří jeden z nejstarších kancionálů (1537–1538), nebo polemika s islámem (1542).

## Tisky
(výběr)
- Jan Hošťálek z Javořice. Život člověka jednoho, 1537
- Písně vejroční o slavnostech narozeného Krista Ježíše, 1537-1538
- Desiderius Erasmus. Rozmlouvání velmi utěšené a kratochvilné, 1538
- Oldřich Velenský z Mnichova. Spis, že člověk může před morem ujíti, 1538
- Martin Luther. Vejklad na žalm stý XXVII, 1539
- Ctibor z Tovačova a Cimburka. Hádání Pravdy a Lži, 1539
- Brikcí z Licska. Sentencie philozophie, 1540
- Václav Hájek z Libočan. Kronika česká, 1541
- Václav Řezník. Tato knížka proti tomu Zrcadlu kněžskému, 1542
- Bartoloměj Dvorský. Proti Alchoranu, 1542
- Nové zřízení o vyzdvižení desk zemských, 1542
- Johann Spangenberg. Perla Písma svatého, 1545
- Pavel II. Odsudek víry, 1547

### Dubiozní
- Matyáš z Lužnice. O porážce, která se stala u Budína, 1541 – tiskař neuveden, buď Pavel, nebo Jan Severin
- Anton Corvinus. Rozjímaní o umučení Krista Pána velmi pěkná, 1543 – nedochovalo se